# Надежда (Орловский район)
Надежда — посёлок в Орловской области России. 
В рамках административно-территориального устройства входит в Образцовский сельсовет Орловского района, в рамках организации местного самоуправления — в Орловский муниципальный округ.

## География
Посёлок находится в центральной части Орловской области, в лесостепной зоне, в пределах центральной части Среднерусской возвышенности, к югу от реки Орлик, при автодороге Р120, на расстоянии примерно 4 километров (по прямой) к западу-юго-западу от города Орла, административного центра района и области. Абсолютная высота — 191 метр над уровнем моря.
Климат
Климат умеренно континентальный, с умеренно холодной зимой и тёплым летом. Средняя многолетняя температура самого холодного месяца (января) составляет −9,2 °С (абсолютный минимум — −39 °C), средняя температура самого тёплого (июля) — 18,8 °С (абсолютный максимум — 38 °C). Безморозный период длится около 140—150 дней. Среднегодовое количество осадков составляет 515 мм, из которых большая часть (360 мм) выпадает в тёплый период. Устойчивый снежный покров сохраняется в течение 120 −130 дней.
Часовой пояс
Посёлок Надежда, как и вся Орловская область, находится в часовой зоне МСК (московское время). Смещение применяемого времени относительно UTC составляет +3:00.

## Население
| 2010 |
| ---- |
| 59   |

Национальный состав
Согласно результатам переписи 2002 года, в национальной структуре населения русские составляли 98 % из 60 чел.

## История
С 2004 до 2021 гг. в рамках организации местного самоуправления посёлок входил в Образцовское сельское поселение, упразднённое вместе с преобразованием муниципального района со всеми другими поселениями путём их объединения в Орловский муниципальный округ.